# 白桥大街
白桥大街，是北京市东城区东南部的一条南北向大街。

## 简介
白桥大街北起广渠门北滨河路，南到广渠门内大街，长900米，宽12米。清朝时，该大街所在处是条臭水沟，西边从火神庙流过来的污水汇集到此，臭水沟两侧是荒草和荒坟，居民非常少。后来的白桥煤厂所在地，原先有个大土堆，有两间房屋大，由三合土构成，称为“白孤定”，大土堆旁有座可走马车的木桥，所以合称“白桥”。1965年北京市整顿地名，将该大街定名为白桥大街。
关于“白桥”的得名，还有如下另一种说法。清朝自南方到北京的粮船，因水门狭窄，无法进北京内城，所以粮船将部分粮食屯在东便门以南，即今白桥大街的北口。有个姓杨的人是保管粮仓的人之一，他在粮仓四周安了不少通气简，改善了粮仓的通风条件，所以使粮仓内的粮食不至腐烂发霉。“气筒”杨家因此成名并发财。有些人因为嫉妒，便找了块大石头，在上面刻上“卧虎桥”三个字，立在“气筒”杨家的家门口对面。杨家自此倒运。后来杨家请到一位看阴阳宅的风水先生，才知道是这块“卧虎桥”巨石作祟，乃找来石匠立起另一块碑，碑上刻“白桥”两字，以取“白瞧”的谐音，立在“卧虎桥”的对面。
白桥大街两旁原来是破旧的平房。21世纪初，平房均已拆除，新建为住宅楼、写字楼。北京市广渠门中学的新校址也在白桥大街西侧。2016年2月25日，北京市东城区城管部门与消防部门联合拆除了白桥大街东侧的一处违法建设房屋，这是这两个部门首次通过“联勤联动”联合拆除违法建设房屋。